# روبرت بروم
روبرت بروم (بالإنجليزية: Robert Broom )‏ (و. 1866 – 1951 م) هو عالم إنسان، وإحاثي، وعالم آثار، وكاتب، وطبيب، وأستاذ جامعي، من جنوب أفريقيا، وكان عضوًا في الجمعية الملكية، والأكاديمية الملكية السويدية للعلوم، توفي عن عمر يناهز 85 عاماً.

## التعليم
تعلم في جامعة جلاسكو.

## مناصب وهيئات
أدار أفريقيا الجنوبية.

## جوائز
حصل على جوائز منها:
- ميدالية ولاستون (1949)
- Daniel Giraud Elliot Medal [الإنجليزية]‏ (1946)
- قلادة ملكية
- زميل في الجمعية الملكية.

## روابط خارجية
- روبرت بروم على موقع الموسوعة البريطانية (الإنجليزية)